# Ангиогенез
Ангиогенез — процесс образования новых кровеносных сосудов в органе или ткани, в ходе которого происходит реорганизация первичной капиллярной сети, которая сокращается до более простой и чёткой системы капилляров, артерий и вен. В норме в организме процессы ангиогенеза протекают с умеренной интенсивностью и активизируются только при регенерации повреждённых тканей, канализации тромбов, ликвидации очагов воспаления, образовании рубца и тому подобных процессах восстановления, а также при росте и развитии организма.
В опухолевых же тканях, особенно в тканях злокачественных опухолей, ангиогенез протекает постоянно и очень интенсивно. Это является одной из причин быстрого роста злокачественных опухолей, поскольку они очень хорошо кровоснабжаются и получают значительные количества питательных веществ, лишая их здоровые ткани организма. Кроме того, усиленный ангиогенез в опухоли является одним из механизмов её быстрого метастазирования, так как опухолевые клетки имеют свойство метастазировать по ходу кровеносных сосудов (вдоль стенок) или разносятся по всему организму с током крови. Некоторые исследования указывают на то, что сосуды, образованные внутри опухолевой ткани, имеют более высокую неравномерность и больший размер, что также связано с более плохим прогнозом . 
Усиленный ангиогенез в опухолевых тканях сделал возможным создание противоопухолевого лекарства, активируемое под действием тимидинфосфорилазы (опухолевого ангиогенного фактора), — Капецитабина.
Лекарственные средства, подавляющие злокачественный ангиогенез, преимущественно имеют своей мишенью факторы роста эндотелия сосудов (афлиберсепт, бевацизумаб) и их рецепторы (сорафениб, сунитиниб, пазопаниб, акситиниб, рамуцирумаб).
Стимулирование ангиогенеза (терапевтический ангиогенез) используется для лечения или профилактики патологических состояний, характеризующихся снижением функции образования новых кровеносных сосудов, а также при создании витализированных имплантатов.